# پیکریک اسید
پیکریک اسید (به انگلیسی: Picric acid) با فرمول شیمیایی C۶H۳N۳O۷ یک ترکیب شیمیایی با شناسه پاب‌کم ۶۹۵۴ است. که جرم مولی آن ۲۲۹٫۱۰ g/mol می‌باشد. شکل ظاهری این ترکیب، جامد زرد بی‌رنگ است.این ترکیب یکی از مشتقات فنول میباشد که از جایگزینی گروه های سولفونیک اسید توسط گروه نیترو ساخته میشود.یعنی فنول ابتدا توسط اسید سولفوریک داغ سولفونه شده سپس پی-هیدروکسی فنیل سولفونیک بدست امده را توسط اسید نیتریک نیتراته میکنیم.این واکنش ها بسیار گرماده هستند و کنترل دما باید دقیقاً حین تولید رعایت شوند.در کل همانند تری نیترو تولوین ساخت این ماده اسان نیست.
سدیم و پتاسیم و امونیوم و سرب و اهن پیکرات هم نمک های اسید پیکریک هستند که از خود ان بسیار حساس تر هستند که از خنثی کردن اسید توسط کربنات های ان ها در حلال مناسب بدست می ایند.
این ماده منفجره و سمی و سرطانزا است.
در غلظت نسبتاً بالا و pH پایین( حدوداً یک تا دو) میتواند نمک ها نیترات به وجود بیاورد و از این طریق باعث اتصال پروتیئن شود. در نتیجه این ماده برای بررسی پروتئین ها مورد قبول است اما برای مطالعه DNAو RNA کاربرد ندارد و باعث هیدرولیز DNAو RNA میشود.